# ソウルスターリング
ソウルスターリング（欧字名:Soul Stirring、2014年2月13日 - ）は、日本の競走馬・繁殖牝馬。主な勝ち鞍は2016年の阪神ジュベナイルフィリーズ、2017年の優駿牝馬。
馬名の意味は、「魂を揺すぶる様な。そんな走りに期待して」。

## デビュー前
ソウルスターリングの父は14戦14勝生涯無敗馬で英GIなど10勝のフランケル、母は仏GIなど6勝のスタセリタ。いわゆる持込馬であり、母と父のGIの勝ち数から「16冠ベビー」と称され多くの競馬関係者から注目を集めた。フランケルは2013年に種牡馬入りした新種牡馬で、まだまだ種牡馬として未知数であることも注目を集める要因となった。

## 現役時代

### 2歳（2016年）
7月の札幌競馬場の2歳新馬戦でデビュー。鞍上には母のスタセリタの主戦騎手でもあったクリストフ・ルメールを迎えた。レースは中団あたりに位置を取り、2着馬アドマイヤマンバイにクビ差ながら人気に応え勝利した。鞍上のルメールは「お母さんのスタセリタに似ていて大きなストライドです。これから楽しみです」とコメントした。
2戦目はオープン競走のアイビーステークスに出走。1番人気は新馬戦を快勝して来たペルシアンナイトに譲るも、レースでは先行し最後の直線でペルシアンナイトに1馬身3/4差付け2連勝を飾った。
3戦目は2歳牝馬GIの阪神ジュベナイルフィリーズに出走。このレースには小倉2歳ステークスを6馬身差で圧勝したレーヌミノルや、アルテミスステークスの勝ち馬リスグラシュー、新潟2歳ステークスの勝ち馬ヴゼットジョリーなど、数多くの重賞勝ち馬が集まった。ソウルスターリングは重賞未勝利にもかかわらず、1番人気に支持された。レースでは常時3、4番手をキープし4コーナーを楽な手応えで回り、直線ではレーヌミノルやリスグラシューが追い込んでくる中、鞍上のクリストフ・ルメールが追い始めるといい反応を見せ、左鞭を一回振るっただけで2着馬リスグラシューに1馬身1/4差付けて重賞初制覇をGI初制覇で飾った。
この勝利により、2016年のJRA賞最優秀2歳牝馬を受賞した。
阪神JF後、陣営はいずれかのトライアル競走を経てから桜花賞へ向かう意向を示した。

### 3歳（2017年）

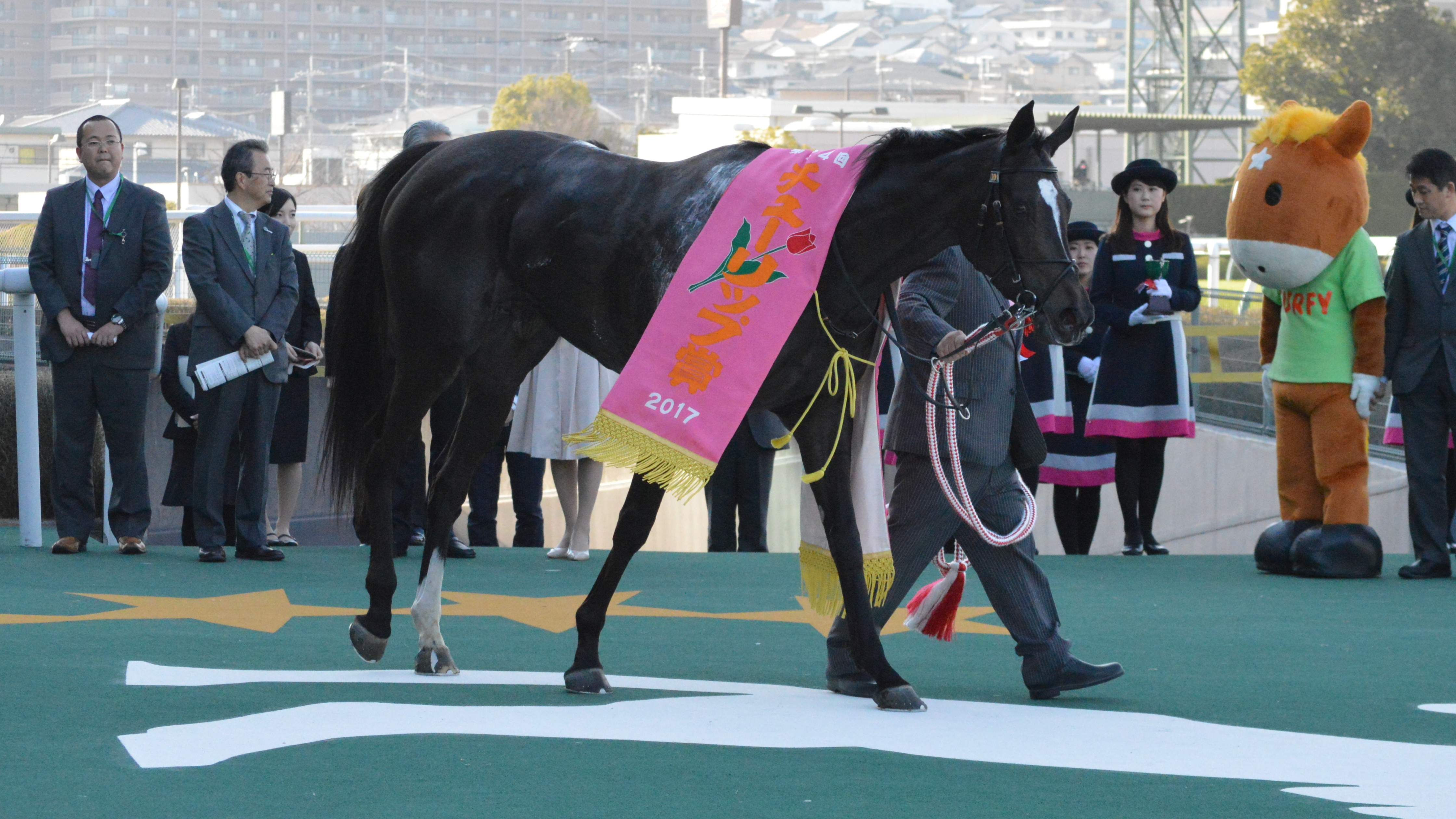
チューリップ賞

年明け初戦は桜花賞のトライアル競走であるチューリップ賞に出走。阪神JF2着馬リスグラシューも出走する中、単勝オッズ1.5倍の圧倒的1番人気に推される。次ぐ2番人気はリスグラシューの2.7倍で、3番人気のミリッサは11.0倍と人気を2分した。レースでは、常時5番手につけると最後の直線で脚を伸ばし、2着馬ミスパンテールに2馬身差つけ快勝。デビューから4連勝を飾るとともに桜花賞への優先出走権を獲得した。
そして迎えた牝馬三冠の一冠目、桜花賞。フラワーカップの勝ち馬ファンディーナは皐月賞へ挑戦するため出走しないものの、クイーンカップ勝ち馬アドマイヤミヤビ、朝日杯FSから直行したミスエルテ、チューリップ賞で破ったリスグラシュー、ミスパンテール、フィリーズレビュー勝ち馬カラクレナイ、同競走2着馬レーヌミノルなど多くの重賞馬が集まったにもかかわらず、前日時点で単勝オッズ1.1倍の断トツ1番人気に推されていた。最終的には1.4倍に落ち着き出走を迎えた。レースは中団に控えて進めるも最後の直線では先に先頭に立ったレーヌミノルを捉えられず、またリスグラシューにも交わされ3着。無敗での桜花賞制覇とはならなかった。
続く牝馬三冠の二冠目優駿牝馬（オークス）では、フローラS勝ち馬モズカッチャンなどの参戦や、前走で3着と敗戦を喫したことなどがあったものの単勝2.4倍の一番人気に推された。レースでは1枠2番スタートから、2、3番手を追走。最終コーナーで良い手応えで前に詰め、迎えた最後の直線、鞍上のルメールが追い出すとソウルスターリングが先頭に立ち、残り200m付近で同じく1枠のモズカッチャンの急襲に遭うも、それを突き放し最後は2着モズカッチャンに1馬身3/4差つけ優勝、樫の女王に輝いた。3着アドマイヤミヤビにはさらに2馬身半ついており、2頭が突出した結果となった。なおこの勝利により、ソウルスターリングは2度目のGI制覇、ソウルスターリングを管理する藤沢和雄調教師は重賞100勝を達成、騎乗したルメールは前週のGIヴィクトリアマイルのアドマイヤリードに続く2週連続のGI制覇を達成した。
秋は秋華賞へは向かわず、毎日王冠から天皇賞・秋へ向かうこととなった。秋初戦の毎日王冠は12頭が出走。GIIにもかかわらず、前年のダービー馬マカヒキと2014年のダービー馬ワンアンドオンリー、安田記念勝ち馬サトノアラジン、ドバイターフ勝ち馬リアルスティールと、合わせて5頭のGI馬が出走する顔ぶれとなった。そんな中でもソウルスターリングは単勝2.0倍の1番人気に推された。レースでは逃げる馬がおらず押し出される形で先頭へ立つ。そしてそのまま最後の直線まで向かうと、残り400mほどまで先頭だったが、鞍上のルメールのゴーサインに反応せず後退、8着という大敗を喫した。
その後は予定通り天皇賞・秋に出走。キタサンブラックやサトノクラウン等、8頭のGI馬が揃った中で4番人気に支持された。しかし、台風の接近により前半1000mが64.2秒という歴史的な不良馬場になったうえ、直線では馬場の大外を回らされるロスもあり、6着に敗れた。
次走のジャパンカップでは、これまで主戦を務めたクリストフ・ルメールが僚馬の当年ダービー馬レイデオロに騎乗するため、クリスチャン・デムーロに乗り替わっての出走となり、前走と差のない4番人気に推された。レースでは中団を追走するも直線で伸びず、シュヴァルグランの7着に敗れた。

### 4歳（2018年）
4歳初戦はヴィクトリアマイルの前哨戦である阪神牝馬ステークスに出走。前年のヴィクトリアマイル優勝馬アドマイヤリードや同期の桜花賞・秋華賞2着馬リスグラシュー、ターコイズステークス・京都牝馬ステークスを連勝してきたミスパンテールなどメンバーが揃う中で、リスグラシューに次ぐ2番人気の支持を集めた。しかしレースでは直線に入ってから全く伸びずに後退し、10着に大敗した。
この大敗もあって次走ヴィクトリアマイルでは人気を落とし、デビュー以来初となる単勝オッズ10倍台の5番人気に留まった。過去3・6着と苦手にしている雨でのレースの中、直線では後方から追い込むも前には届かずに7着に敗れた。
その後は鞍上が北村宏司に代わってクイーンステークスに出走。同期の秋華賞馬ディアドラに次ぐ2番人気に推された。好位で競馬を進めて先頭で直線に入り、ディアドラには離されたものの2着フロンテアクイーンにクビ差の3着に好走。優駿牝馬以来1年2カ月ぶりに掲示板内、複勝圏内に入った。
秋は府中牝馬ステークスに出走したが、10着に大敗。レース後に骨折が判明し、今後の予定が白紙になり、休養入りとなった。

### 5歳（2019年）
およそ7ヶ月ぶりの復帰戦としてヴィクトリアマイルに名手武豊との新コンビで出走。前年の不調も相まって単勝8番人気に甘んじると、レースでは直線で有力馬に並ぶなど健闘を見せるも、結果は9着に終わった。
その後はエプソムカップ（GIII）へ引き続き武豊とのコンビで出走を予定していたが、直前に左前肢跛行を発症、出走を断念した。
夏を休養に充て、秋は府中牝馬ステークスに木幡育也との初コンビで復帰を予定していたが、直前に左前脚跛行を再発、再び出走断念を余儀なくされた。

### 6歳（2020年）
復帰戦となった中山記念では北村宏司が久々に鞍上を務めた。9頭中6番人気の評価で迎えたレース本番では、スタート後逃げたマルターズアポジーを追うように2番手からレースを進め、直線では勝ち馬に交わされるも最後まで粘り込んで3着に食い込んだ。
社台レースホースが所有する牝馬は6歳3月末までが引退期限となっているため、中山記念が実質的な引退レースと見られていたが、管理する藤沢和雄調教師は「2戦連続で出走取り消しになっていたし、もう1回ぐらい走らせてあげたいね」とコメントし、引退までにもう一度出走させる可能性を示唆した。
引退レースとなった日経賞では3コーナーで一旦は先頭に並びかけるも失速して13着に終わった。引退後は北海道千歳市の社台ファームで繁殖牝馬となった。

## 競走成績
| 競走日     | 競馬場 | 競走名             | 格   | 距離（馬場）  | 頭数 | 枠番 | 馬番 | オッズ （人気） | 着順 | タイム （上り3F） | 着差 | 騎手        | 斤量 [kg] | 1着馬（2着馬）         | 馬体重 [kg] |
| ---------- | ------ | ------------------ | ---- | ------------- | ---- | ---- | ---- | --------------- | ---- | ----------------- | ---- | ----------- | --------- | ---------------------- | ----------- |
| 2016.07.31 | 札幌   | 2歳新馬            |      | 芝1800m（良） | 8    | 3    | 3    | 001.70（1人）   | 01着 | R1:51.4（34.2）   | -0.0 | 0C.ルメール | 54        | （アドマイヤマンバイ） | 480         |
| 0000.10.22 | 東京   | アイビーS          | OP   | 芝1800m（良） | 9    | 7    | 7    | 002.50（2人）   | 01着 | R1:48.9（33.9）   | -0.3 | 0C.ルメール | 54        | (ペルシアンナイト)     | 480         |
| 0000.12.11 | 阪神   | 阪神JF             | GI   | 芝1600m（良） | 18   | 1    | 1    | 002.80（1人）   | 01着 | R1:34.0（34.8）   | -0.2 | 0C.ルメール | 54        | （リスグラシュー）     | 472         |
| 2017.03.04 | 阪神   | チューリップ賞     | GIII | 芝1600m（良） | 12   | 7    | 10   | 001.50（1人）   | 01着 | R1:33.2（33.8）   | -0.3 | 0C.ルメール | 54        | （ミスパンテール）     | 476         |
| 0000.04.09 | 阪神   | 桜花賞             | GI   | 芝1600m（稍） | 18   | 7    | 14   | 001.40（1人）   | 03着 | R1:34.6（35.4）   | -0.1 | 0C.ルメール | 55        | レーヌミノル           | 474         |
| 0000.05.21 | 東京   | 優駿牝馬           | GI   | 芝2400m（良） | 18   | 1    | 2    | 002.40（1人）   | 01着 | R2:24.1（34.1）   | -0.3 | 0C.ルメール | 55        | (モズカッチャン)       | 474         |
| 0000.10.08 | 東京   | 毎日王冠           | GII  | 芝1800m（良） | 12   | 1    | 1    | 002.00（1人）   | 08着 | R1:46.1（34.0）   | -0.5 | 0C.ルメール | 53        | リアルスティール       | 480         |
| 0000.10.29 | 東京   | 天皇賞（秋）       | GI   | 芝2000m（不） | 18   | 5    | 9    | 009.40（4人）   | 06着 | R2:09.7（39.4）   | -1.4 | 0C.ルメール | 54        | キタサンブラック       | 480         |
| 0000.11.26 | 東京   | ジャパンC          | GI   | 芝2400m（良） | 17   | 4    | 8    | 009.30（4人）   | 07着 | R2:24.9（35.7）   | -1.2 | 0C.デムーロ | 53        | シュヴァルグラン       | 480         |
| 2018.04.07 | 阪神   | 阪神牝馬S          | GII  | 芝1600m（良） | 13   | 5    | 6    | 003.60（2人）   | 10着 | R1:35.4（34.3）   | -0.6 | 0C.ルメール | 56        | ミスパンテール         | 476         |
| 0000.05.13 | 東京   | ヴィクトリアマイル | GI   | 芝1600m（稍） | 18   | 5    | 9    | 011.40（5人）   | 07着 | R1:32.7（33.5）   | -0.4 | 0C.ルメール | 55        | ジュールポレール       | 484         |
| 0000.07.29 | 札幌   | クイーンS          | GIII | 芝1800m（良） | 11   | 2    | 2    | 004.50（2人）   | 03着 | R1:46.7（34.7）   | -0.5 | 0北村宏司   | 56        | ディアドラ             | 488         |
| 0000.10.13 | 東京   | 府中牝馬S          | GII  | 芝1800m（良） | 11   | 3    | 3    | 007.70（3人）   | 10着 | R1:45.9（34.2）   | -1.2 | 0北村宏司   | 55        | ディアドラ             | 490         |
| 2019.05.12 | 東京   | ヴィクトリアマイル | GI   | 芝1600m（良） | 18   | 8    | 16   | 021.60（8人）   | 09着 | R1:31.2（34.3）   | -0.7 | 0武豊       | 55        | ノームコア             | 494         |
| 0000.06.09 | 東京   | エプソムC          | GIII | 芝1800m（稍） | 13   | 6    | 10   |                 | 取消 |                   |      | 0武豊       | 55        | レイエンダ             | 計不        |
| 0000.10.14 | 東京   | 府中牝馬S          | GII  | 芝1800m（稍） | 15   | 5    | 9    |                 | 取消 |                   |      | 0木幡育也   | 55        | スカーレットカラー     | 計不        |
| 2020.03.01 | 中山   | 中山記念           | GII  | 芝1800m（良） | 9    | 7    | 7    | 038.60（6人）   | 03着 | R1:46.6（35.2）   | -0.3 | 0北村宏司   | 54        | ダノンキングリー       | 512         |
| 0000.03.28 | 中山   | 日経賞             | GII  | 芝2500m（良） | 14   | 5    | 7    | 013.60（7人）   | 13着 | R2:35.7（39.4）   | -2.8 | 0丸山元気   | 54        | ミッキースワロー       | 512         |

## 繁殖成績
|       | 生年   | 馬名                     | 性 | 毛色   | 父                       | 厩舎           | 馬主                   | 戦績   | 供用           | 出典          |
| ----- | ------ | ------------------------ | -- | ------ | ------------------------ | -------------- | ---------------------- | ------ | -------------- | ------------- |
| 初仔  | 2021年 | スターリングアップ       | 牝 | 青鹿毛 | ブリックスアンドモルタル | 栗東・松永幹夫 | （有）社台レースホース | 9戦2勝 | （現役）       | [ 46 ] [ 47 ] |
| 2番仔 | 2022年 | スタードメイソン         | 牝 | 青鹿毛 | ブリックスアンドモルタル | 栗東・藤原英昭 | （有）社台レースホース |        | （デビュー前） | [ 48 ] [ 49 ] |
| 3番仔 | 2023年 | スターリットフレア       | 牝 | 青鹿毛 | コントレイル             | 美浦・田中博康 | （有）社台レースホース |        | （デビュー前） | [ 50 ] [ 51 ] |
| 4番仔 | 2024年 | ソウルスターリングの2024 | 牝 | 黒鹿毛 | キタサンブラック         |                |                        |        | （デビュー前） | [ 52 ]        |

- 2025年4月11日現在

## 血統

### 血統背景
- 父FrankelはG1競走10勝を含む14戦14勝[53]。デビュー2か月でイギリスのGIデューハーストSを勝利し[7]、GIIIを1戦勝利したのち3歳時に2000ギニー、セントジェームズパレスS、サセックスS、クイーンエリザベス2世S、4歳時にロッキンジS、クイーンアンS、サセックスS、インターナショナルS、チャンピオンSを制し無敗で引退した[53]。
- 母スタセリタはG1競走6勝[54]。デビューからGIサンタラリ賞、ディアヌ賞、ヴェルメイユ賞を含む6連勝で凱旋門賞に臨み（結果は7着）[54]、その後もジャンロマネ賞、ビヴァリーDS、フラワーボウル招待SとGI3勝を挙げた[54]。
- 半妹シェーングランツ(父ディープインパクト)は2018年のアルテミスステークスを制している[55]。
- 半姉サザンスターズ(父Smart Strike)の産駒に2022年の二冠牝馬スターズオンアースがいる

### 血統表
| ソウルスターリングの血統（サドラーズウェルズ系） | ソウルスターリングの血統（サドラーズウェルズ系） | ソウルスターリングの血統（サドラーズウェルズ系） | （血統表の出典）      | （血統表の出典） |
| 父 Frankel 2008年 鹿毛                           | 父の父Galileo 1998年 鹿毛                        | Sadler's Wells                                   | Northern Dancer       | Northern Dancer  |
| 父 Frankel 2008年 鹿毛                           | 父の父Galileo 1998年 鹿毛                        | Sadler's Wells                                   | Fairy Bridge          |                  |
| 父 Frankel 2008年 鹿毛                           | 父の父Galileo 1998年 鹿毛                        | Urban Sea                                        | Miswaki               | Miswaki          |
| 父 Frankel 2008年 鹿毛                           | 父の父Galileo 1998年 鹿毛                        | Urban Sea                                        | Allegretta            |                  |
| 父 Frankel 2008年 鹿毛                           | 父の母Kind 2001 鹿毛                             | *デインヒル                                      | Danzig                | Danzig           |
| 父 Frankel 2008年 鹿毛                           | 父の母Kind 2001 鹿毛                             | *デインヒル                                      | Razyana               |                  |
| 父 Frankel 2008年 鹿毛                           | 父の母Kind 2001 鹿毛                             | Rainbow Lake                                     | Rainbow Quest         | Rainbow Quest    |
| 父 Frankel 2008年 鹿毛                           | 父の母Kind 2001 鹿毛                             | Rainbow Lake                                     | Rockfest              |                  |
| 母 *スタセリタ 2006 鹿毛                         | 母の父Monsun 1990 黒鹿毛                         | Konigsstuhl                                      | Dschingis Khan        | Dschingis Khan   |
| 母 *スタセリタ 2006 鹿毛                         | 母の父Monsun 1990 黒鹿毛                         | Konigsstuhl                                      | Konigskronung         |                  |
| 母 *スタセリタ 2006 鹿毛                         | 母の父Monsun 1990 黒鹿毛                         | Mosella                                          | Surumu                | Surumu           |
| 母 *スタセリタ 2006 鹿毛                         | 母の父Monsun 1990 黒鹿毛                         | Mosella                                          | Monasia               |                  |
| 母 *スタセリタ 2006 鹿毛                         | 母の母Soignee 2002 鹿毛                          | Dashing Blade                                    | Elegant Air           | Elegant Air      |
| 母 *スタセリタ 2006 鹿毛                         | 母の母Soignee 2002 鹿毛                          | Dashing Blade                                    | Sharp Castar          |                  |
| 母 *スタセリタ 2006 鹿毛                         | 母の母Soignee 2002 鹿毛                          | Suivez                                           | Fioravanti            | Fioravanti       |
| 母 *スタセリタ 2006 鹿毛                         | 母の母Soignee 2002 鹿毛                          | Suivez                                           | Sea Symphony          |                  |
| 母系(F-No.)                                      | (FN:16-C)                                        | (FN:16-C)                                        | (FN:16-C)             | [ § 2 ]          |
| 5代内の近親交配                                  | Northern Dancer 4･5×5                            | Northern Dancer 4･5×5                            | Northern Dancer 4･5×5 | [ § 3 ]          |
| 出典                                             | 1. 2. 3.                                         | 1. 2. 3.                                         | 1. 2. 3.              | 1. 2. 3.         |

- 牝系は所謂「ドイツのSライン」に属し、同じ牝系からはマンハッタンカフェやブエナビスタが出ている。その他の近親についてはスタセリタ#血統背景を参照。